# Lucy Butler
Lucy Butler (* vor 1980 in San Francisco) ist eine US-amerikanische Schauspielerin.

## Leben
Butlers Eltern waren in den 1960er Jahren Mitglieder des Friedenscorps. Sie studierte in den 1980er Jahren in Chicago bei The Second City und zog danach nach Los Angeles. Ihr Spielfilmdebüt feierte sie 1986 in David Seltzers Tragikomödie Lucas. Ihre Spielfilmrollen waren zumeist unbedeutend, eine Ausnahme stellte Joe Dantes Horrorfilm Matinée dar, in dem sie an der Seite von John Goodman die Rolle der  Rhonda spielte.
Größeren Erfolg hatte Butler beim Fernsehen. Neben Gastrollen in erfolgreichen Fernsehserien wie Emergency Room – Die Notaufnahme, 24 und Law & Order: LA stellte sie zwischen 2004 und 2006 die wiederkehrende Rolle der Maggie in der Sitcom Gilmore Girls dar. In der Dramaserie The Last Ship war sie als Roberta Price zu sehen.
Neben ihrer Schauspielkarriere leitete sie seit Mitte der 1990er Jahre Butler eine Reiseagentur.

## Filmografie (Auswahl)

### Fernsehen
- 1987: Familienbande (Family Ties)
- 1988: Hunter
- 1989: Falcon Crest
- 2001: The District – Einsatz in Washington (The District)
- 2003: The West Wing – Im Zentrum der Macht (The West Wing)
- 2004–2006: Gilmore Girls
- 2006: Emergency Room – Die Notaufnahme (ER)
- 2008: Without a Trace – Spurlos verschwunden (Without a Trace)
- 2009: 24
- 2009: Criminal Minds
- 2011: Law & Order: LA
- 2012: Rizzoli & Isles
- 2013: Navy CIS (NCIS)
- 2016: The Last Ship

### Film
- 1986: Lucas
- 1989: Mein Partner mit der kalten Schnauze (K-9)
- 1993: Matinée (Matinee)
- 1993: Nightmare Lover (Dream Lover)
- 1995: Das Netz (The Net)
- 1997: Lost Highway
- 2001: Monkeybone
- 2004: Mission: Possible – Diese Kids sind nicht zu fassen! (Catch That Kid)